# Paul Walther
Paul G. Walther (Covington, Kentucky, 23 de marzo de 1927-Atlanta, Georgia, 21 de diciembre de 2014) fue un jugador de baloncesto estadounidense que disputó 6 temporadas en la NBA. Con 1,88 metros de estatura, jugaba en la posición de escolta. Fue All-Star en 1952.

## Trayectoria deportiva

### Universidad
Lefty Walther jugó durante 4 temporadas, entre 1945 y 1949 con los Volunteers de la Universidad de Tennessee. En el total de su carrera consiguió 1.173 puntos, con un promedio de 12,9 por partido.

### Profesional
Fue elegido en el Draft de la NBA de 1949 por Minneapolis Lakers como su tercera opción en el mismo. Allí comenzó la temporada, pero tras 22 partidos disputados en los que apenas contó para su entrenador, John Kundla, fue traspasado a Indianapolis Olympians. En la temporada 1950-51 ya era titular en su equipo, promediando 9,1 puntos, 3,6 rebotes y 3,6 asistencias por partido.
Al año siguiente disputaría su mejor temporada como profesional, promediando 12,2 puntos y 4,5 rebotes, y consiguiendo ser elegido para disputar el que sería su único All Star Game. En dicho partido sólo dispuso de 17 minutos de juego, consiguiendo 2 puntos, 2 rebotes y 2 asistencias.
Jugó una temporada más con los Olympians, la última del equipo antes de que desapareciera, fichando entonces con los Philadelphia Warriors. Allí conservó su puesto en el cinco inicial, pero sus estadísticas cayeron hasta los 6,6 puntos y 4,0 rebotes, en un año malo para el equipo, que acabó con tan solo 29 victorias, lejos de clasificarse para los playoffs de la NBA de 1954. Fue traspasado al año siguiente a Fort Wayne Pistons, donde como suplente de Max Zaslofsky apenas contó con oportunidades para jugar. Aun así estuvo a punto de conseguir el que hubiera sido su único anillo de campeón, ya que cayeron en las Finales ante Syracuse Nationals, perdiendo por un solo punto en el séptimo y definitivo partido.
Al finalizar la temporada se retiró como jugador profesional, tras haber promediado 7,7 puntos y 3,2 rebotes por partido a lo largo de su carrera.

## Estadísticas de su carrera en la NBA

### Temporada regular
| Año     | Equipo       | PJ  | MPP  | TC%  | TL%  | RPP | APP | PPP  |
| ------- | ------------ | --- | ---- | ---- | ---- | --- | --- | ---- |
| 1949–50 | Minneapolis  | 22  | -    | .400 | .524 | -   | .5  | 3.4  |
| 1949–50 | Indianapolis | 31  | -    | .390 | .591 | -   | 1.5 | 7.0  |
| 1950–51 | Indianapolis | 63  | -    | .336 | .694 | 3.6 | 3.6 | 9.1  |
| 1951–52 | Indianapolis | 55  | 34.6 | .401 | .750 | 4.5 | 2.5 | 12.2 |
| 1952–53 | Indianapolis | 67  | 36.8 | .352 | .746 | 4.2 | 3.1 | 10.7 |
| 1953–54 | Philadelphia | 64  | 32.3 | .352 | .704 | 4.0 | 3.4 | 6.6  |
| 1954–55 | Fort Wayne   | 68  | 12.1 | .348 | .614 | 2.3 | 1.9 | 2.4  |
|         | Total        | 370 | 28.6 | .362 | .708 | 3.7 | 2.6 | 7.7  |

### Playoffs
| Año  | Equipo       | PJ | MPP  | TC%  | TL%  | RPP | APP | PPP  |
| ---- | ------------ | -- | ---- | ---- | ---- | --- | --- | ---- |
| 1950 | Indianapolis | 6  | -    | .293 | .474 | -   | 1.3 | 5.5  |
| 1951 | Indianapolis | 3  | -    | .429 | .733 | 1.7 | 3.0 | 5.7  |
| 1952 | Indianapolis | 2  | 42.5 | .500 | .889 | 3.5 | 3.0 | 16.0 |
| 1953 | Indianapolis | 2  | 37.5 | .250 | .941 | 4.0 | 2.0 | 13.0 |
| 1955 | Fort Wayne   | 10 | 9.5  | .545 | .611 | 2.0 | .8  | 3.5  |
|      | Total        | 23 | 18.2 | .377 | .724 | 2.4 | 1.5 | 6.2  |